# 影山道雄
影山 道雄（かげやま みちお、1983年6月30日 - ）は、日本のプロレスラー。

## 経歴
2009年7月18日、DEP刈谷市産業振興センター大会の対長井満也戦でデビュー。
2010年6月25日、スポルティーバエンターテイメントで開催された「若鯱リーグ戦」に出場して優勝。
2011年5月26日、プロレスリング・ノア刈谷市総合文化センター小ホール大会に参戦。
2012年2月5日、KAIENTAI DOJO今池ガスホール大会に参戦。7月16日、DEP中スポーツセンター大会で行われた第5代DEPタッグ王座トーナメントに優勝して高井憲吾と共に第5代DEPタッグ王者になった。
2013年5月26日、WNC中スポーツセンター大会に参戦。12月27日、スポルティーバエンターテイメントで開催された「どえりゃつえぇがや」に出場して優勝。12月28日、プロレスリングHEAT-UPBASEMENT MONSTAR大会に参戦。
2014年1月、DEPを退団。3月24日、左膝前十字靭帯再建手術のため、欠場することを発表。4月25日、プロレスリング・チームでらに入団。
2015年2月、怪我から復帰したことにより、所属していた欠場プロレスを退団。
2016年12月14日、全日本プロレス豊橋市総合体育館第2競技場大会に参戦。
2018年4月15日、ガッツワールドプロレスリング新宿FACE大会で行われたミスター雁之助の引退試合で雁之助のパートナーを務めて藤波辰爾&ヒロ斉藤組と対戦。
2021年9月5日、大日本プロレス名古屋国際会議場大会にて初の蛍光灯デスマッチに挑戦。

## 得意技
ノーザンライトボム
バズソーキック
仰向けになった相手の上半身を起こして相手の左側頭部を振り抜いた右足の甲で蹴り飛ばす。
各種キック

## 入場曲
- Good Girl（THE MAD CAPSULE MARKETS）
- Super Street Fighter Ⅳ - Old Temple Stage（Japan）
- 鬼神道

## タイトル歴
- DEPタッグ王座
- 若鯱リーグ戦優勝
- どえりゃつえぇがや優勝
- GWC認定タッグ王座
- GWC認定6人タッグ王座
- チームでら認定ドラツェーガー王座